# KF Hajvalia
KF Hajvalia (alb. Klubi Futbollistik Hajvalia, serb. cyr. Фудбалски клуб Ајвалија) – kosowski klub piłkarski, mający siedzibę w wiosce Hajvali, w południowym przedmieściu stolicy kraju.

## Historia
Chronologia nazw:
- 1999: KF Hajvalia

Klub piłkarski KF Hajvalia został założony miejscowości Hajvali w roku 1999. Zespół występował w drugiej lidze. W sezonie 2010/11 zespół zajął drugie miejsce w Grupie B i otrzymał promocję do pierwszej ligi. W sezonie 2011/12 zespół zajął trzecie miejsce w pierwszej lidze i awansował do Superligi.

## Sukcesy

### Trofea międzynarodowe
Nie uczestniczył w rozgrywkach europejskich (stan na 31-05-2016).

### Trofea krajowe
| \| \| Zdobyte trofea w rozgrywkach Kosowa (stan na: 31-05-2016) \| |                                                           |      |          |
| Rozgrywki                                                          | Osiągnięcie                                               | Razy | Sezon(y) |
| Mistrzostwo                                                        | I miejsce                                                 | 0    |          |
| Mistrzostwo                                                        | II miejsce                                                | 1    | 2015/16  |
| Mistrzostwo                                                        | III miejsce                                               | 0    |          |
| Puchar                                                             | zdobywca                                                  | 0    |          |
| Puchar                                                             | finalista                                                 | 1    | 2013/14  |
| II liga                                                            | I miejsce                                                 | 0    |          |
| II liga                                                            | II miejsce                                                | 0    |          |
| II liga                                                            | III miejsce                                               | 1    | 2011/12  |
| Kosowo                                                             | Zdobyte trofea w rozgrywkach Kosowa (stan na: 31-05-2016) |      |          |

## Stadion
Klub rozgrywa swoje mecze domowe na stadionie Hajvalia w Hajvali, który może pomieścić 1000 widzów.